# Starobeschewe
Starobeschewe (ukrainisch Старобешеве; russisch Старобешево Starobeschewo) ist eine Siedlung städtischen Typs in der Oblast Donezk im Osten der Ukraine mit 6200 Einwohnern (2016).

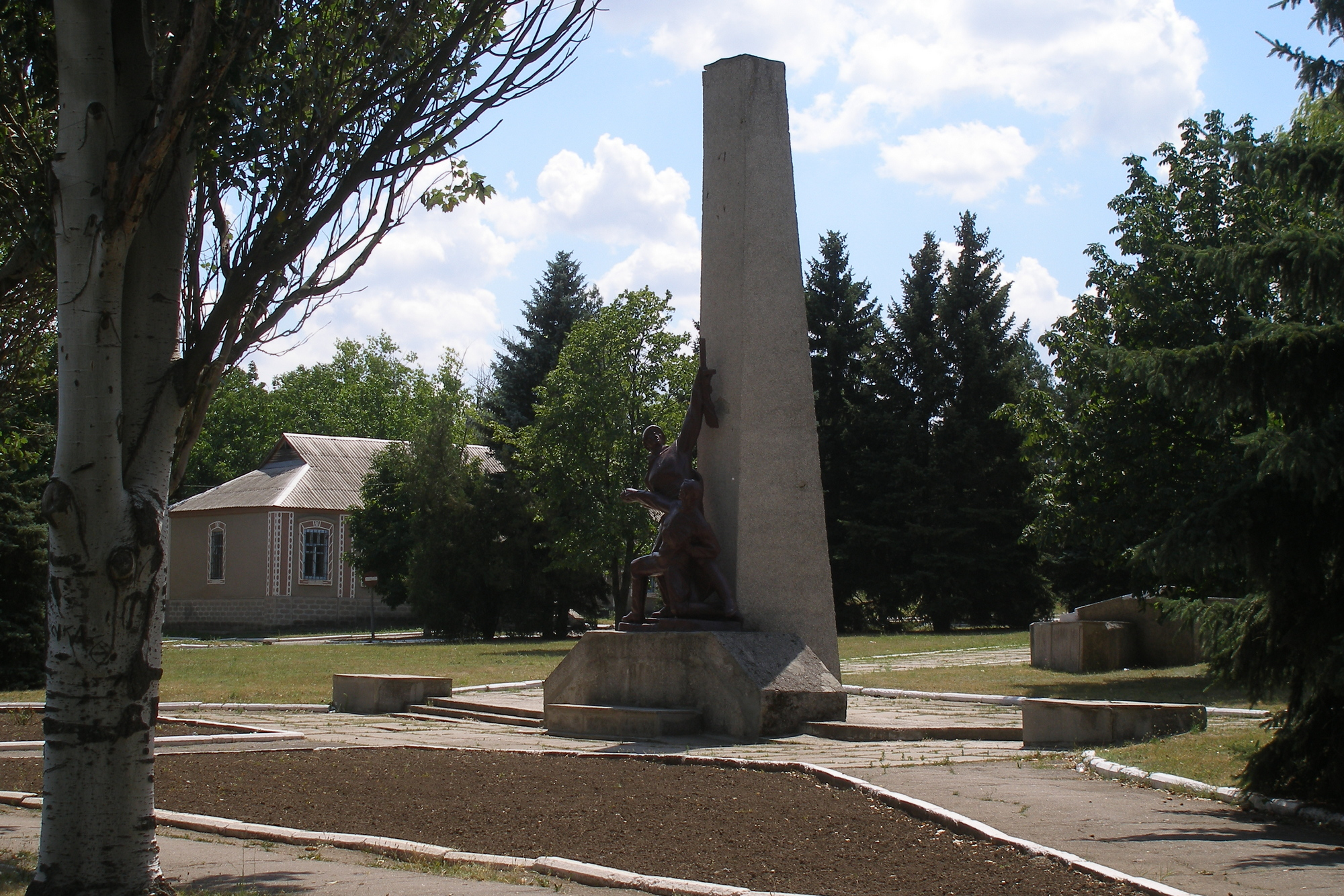
Denkmal im Ort

Starobeschewe liegt im Donezbecken 36 Kilometer südöstlich vom Oblastzentrum Donezk. Nördlich der Ortschaft befindet sich am Ufer des zum Starobeschewer Stausee angestauten Kalmius das Wärmekraftwerk Starobeschewe. Starobeschewe ist der Verwaltungssitz des gleichnamigen Rajons.
Der 1779 gegründete Ort trug bis 1896 den Namen Beschewe, er besitzt seit 1958 den Status einer Siedlung städtischen Typs, seit August 2014 ist die Siedlung als Folge des Krieges in der Ukraine in der Hand von prorussischen Separatisten.

## Bevölkerung
| 1959  | 1970  | 1979  | 1989  | 2001  | 2016  |
| ----- | ----- | ----- | ----- | ----- | ----- |
| 5.762 | 6.906 | 7.986 | 7.649 | 7.184 | 6.197 |

Quellen:

## Persönlichkeiten
- Praskowja Angelina (1913–1959), sowjetische Vorzeigearbeiterin